# Tokugawa Iemitsu
Tokugawa Iemitsu (徳川家光, Tokugawa Iyemitsu, Castelo Edo, 12 de agosto de 1604 – Castelo Edo, 8 de junho de 1651) foi o terceiro xogum da dinastia Tokugawa, e governou de 1623 a 1651. Ele era o filho mais velho de Tokugawa Hidetada e neto de Tokugawa Ieyasu.
Foi escolhido como xogum em 1617 e assumiu o xogunato em todo o Japão em 1623, após seu pai abdicar. Ele ficou conhecido após emitir um edital em 1633 proibindo cristianismo no Japão e obrigou a população a registar-se junto aos templos. Devido a estas perseguições, em 1637 aconteceu a Rebelião de Shimabara, organizada por japoneses convertidos ao cristianismo. Muitos foram mortos e executados mais tarde. Em 1639, ele ordenou o isolamento do Japão do resto do mundo.
Foi o primeiro Xogum Tokugawa quem morre durante seu mandato, e não através de uma abdicação.